# Euthalia genetta
Euthalia genetta är en fjärilsart som beskrevs av Hans Fruhstorfer 1913. Euthalia genetta ingår i släktet Euthalia och familjen praktfjärilar. Inga underarter finns listade i Catalogue of Life.